# V級潜水艦 (イギリス海軍・2代)
V級潜水艦（Vきゅうせんすいかん、V-class submarine）、公式には1941-42計画U級長船体型（U-Class Long hull 1941–42 programme）は、第二次世界大戦中に22隻が建造されたイギリス海軍の小型潜水艦。「ヴァンパイア」（HMS Vampire, P72）をネームシップと見做して、ヴァンパイア級と呼ばれることがある。

## 設計と開発
第二次世界大戦に突入すると、U級潜水艦だけでは必要な潜水艦の隻数を満たせなくなった。そこで、U級潜水艦をベースに量産性向上などの改設計を加えた艦級が本級である。
1941年から1943年度戦時急造計画で42隻がこの設計で発注され、全艦がヴィッカース・アームストロングのバロー＝イン＝ファーネスまたはウォーカー・オン・タイン造船所で建造されることになっていたが、実際に完成したのは22隻であった。一般的にV級の艦級名で呼ばれるものの、U級との連続性から7隻は頭文字がUで始まる艦名が付けられていた（逆に、U級のうち4隻はVで始まる艦名が付けられている）。
U級と同様に単殻構造である点は変わらないものの、改良点として艦体を完全溶接化し、内殻を厚さ1/2インチから3/4インチに増厚することで安全潜航深度を95メートルに増大している。また、推進器の水中放射雑音低減のため艦尾形状がシャープな形に変更された。

## 艦名一覧
いずれも大戦後半に就役したため、完成した22隻に戦没艦はなかった。本級のうち、「ヴェンチャラー」（HMS Venturer, P68）は1945年2月9日、双方が潜航状態のまま「U-864」を魚雷で撃沈し「双方が潜航中の状況で敵潜水艦撃沈に成功した唯一の潜水艦」という記録を残している。
最初の8隻は1941年12月5日に発注された。
- ヴェンチャラー（HMS Venturer, P68） - 戦後ノルウェー海軍の「ウトシュタイン」（HNoMS Utstein, P302）となる。
- ヴァイキング（フランス語版）（HMS Viking, P69） - 戦後ノルウェー海軍の「ウトヴァール」（HNoMS Utvaer, P303）となる。
- ヴェルト（HMS Veldt, P71） - ギリシャ海軍の「ピピノス（フランス語版）」（Pipinos, Y8）として竣工。
- ヴァンパイア（英語版）（HMS Vampire, P72） - 1950年解体。
- ヴォックス（英語版）（HMS Vox, P73） - 1946年解体。
- ヴィガラス（英語版）（HMS Vigorous, P74） - 1949年解体。
- ヴァーチュー（フランス語版）（HMS Virtue, P75） - 1946年解体。
- ヴィジゴス（フランス語版）（HMS Visigoth, P76） - 1950年解体。

1942年5月21日に18隻が追加発注されたが、そのうち6隻は1944年初頭にキャンセルされた。
- ヴィヴィッド（英語版）（HMS Vivid, P77） - 1950年解体。
- ヴォレイシャス（フランス語版）（HMS Voracious, P78） - 1946年解体。
- ヴァルパイン（フランス語版）（HMS Vulpine, P79） - 戦後デンマーク海軍の「ストレン」（HDMS Støren）となる。
- ヴァーン（フランス語版）（HMS Varne, P81） - 1958年解体。
- アップショット（英語版）（HMS Upshot, P82） - 1949年解体。
- アーティカ（フランス語版）（HMS Urtica, P83） - 1950年解体。
- ヴィンヤード（HMS Vineyard, P84） - フランス海軍の「ドリス（英語版）」（Doris, P84）として竣工。
- ヴァリアンス（フランス語版）（HMS Variance, P85） - ノルウェー海軍の「ウートシーラ」（HNoMS Utsira, S301）として竣工。
- ヴェンジフル（英語版）（HMS Vengeful, P86） - 1945年にギリシャ海軍の「デルフィン」（Delfin, Y-9）として移管。
- ヴォーテックス（HMS Vortex, P87） - フランス海軍の「モース（フランス語版）」（Morse, P87）として竣工。1946年返還後1947年デンマーク海軍の「セーレン」（HDMS Sælen）となる。
- ヴァイルレント（英語版）（HMS Virulent, P95）- 戦後ギリシャ海軍の「アルゴナフティス」（Argonaftis, Y15）となる。
- ヴォラタイル（フランス語版）（HMS Volatile, P96） - 戦後ギリシャ海軍の「トリアイナ」（Triaina, Y14）となる。

以下はキャンセルされた。
- ヴィトー（HMS Veto, P88）- 船台上で解体。
- ヴィリル（HMS Virile, P89）- 船台上で解体。
- ヴィジタント（HMS Visitant, P91）- 未起工。
- ユーパス（HMS Upas, P92）- 船台上で解体。
- ユーレックス（HMS Ulex, P93）- 未起工。
- ユートピア（HMS Utopia, P94）- 未起工。

1942年11月17日にさらに6隻が発注されたが、そのうち4隻は1944年1月23日にキャンセルされた。
- ヴォータリー（フランス語版）（HMS Votary, P29） - 戦後ノルウェー海軍の「ウートハウグ」（HNoMS Uthaug, S304）となる。
- ヴァガボンド（HMS Vagabond, P18） - 1950年解体。

以下はキャンセルされた。
- ヴァンテージ（HMS Vantage）- 未起工。
- ヴィーアメント（HMS Vehement, P25）- 未起工。
- ヴェノム（HMS Venom, P27）- 未起工。
- ヴァーヴ（HMS Verve, P28）- 未起工。

1943年計画でさらに10隻が発注されたが、1943年11月20日に全艦キャンセルされた。このうち8隻は命名されなかった。
- アンブライドレッド（HMS Unbridled, P11）- 未起工。
- アップワード（HMS Upward, P16）- 未起工。
- 名前のない8隻